# 马尔扎诺-迪诺拉
马尔扎诺-迪诺拉（義大利語：Marzano di Nola），是意大利阿韦利诺省的一个市镇。总面积4.62平方公里，人口1713人，人口密度370.8人/平方公里（2009年）。ISTAT代码为064047。